# Fortress Around Your Heart
Fortress Around Your Heart is een nummer van de Britse muzikant Sting uit 1986. Het is de vierde single van zijn eerste soloalbum The Dream of the Blue Turtles.
Sting schreef dit nummer in een studio in Barbados en gebruikte zijn mislukte huwelijk met Frances Tomelty (van wie hij in 1984 scheidde) als inspiratie voor de tekst. Het nummer werd een klein hitje in het Verenigd Koninkrijk, waar het de 49e positie behaalde. In Nederland haalde het de 6e positie in de Tipparade.